# Asantehemaa
L'Asantehemaa est une reine mère selon la coutume d'Afrique de l'Ouest qui dirige l'Empire ashanti aux côtés de l'Asantehene. Les reines mères africaines jouent généralement un rôle important dans le gouvernement local ; elles exercent un pouvoir à la fois politique et social. Leur pouvoir et leur influence ont considérablement diminué depuis l'époque précoloniale, mais subsiste encore au XXIe siècle.
Elles ont un rôle important dans la tradition Akan qui est basée sur la descendance matrilinéaire. Elles sont présentes dans les nations comme le royaume ou empire ashanti, qui fait partie du groupe ethnique Akan. Dans les régions du Ghana où la culture Akan est prédominante, chaque ville a un chef et une reine mère qui règnent en parallèle du système politique moderne.
Les Asantehemaa sont liées au système de succession traditionnel Akan d'alternance patrilinéaire et matrilinéaire. Il ne s'agit pas, par confusion avec les reines mères en Europe, de la mère de l'héritier ou du roi en fonction. Elles possèdent des symboles d'autorité dont le plus important est le Siège, un trône sculpté et décoré d'or. Bien qu'il existe également des reines mères au sein des chefferies et des États internes à l'Empire Ashanti, le titre d'Asantehemaa n'est donné qu'à la reine mère désignée pour régner aux côtés de l'Asantehene, l'Empereur Ashanti. L'ensemble forme un modèle politique pyramidal dont les deux fonctions suprêmes sont celles du roi et de la reine mère.
L'Asantehemaa est choisie par l'Asantehene dans la lignée royale, parmi les femmes les plus âgées. Il ne s'agit donc pas systématiquement de la mère du roi ou d'un héritier. Cependant, cette fonction offre une influence sur les décisions en matière de succession. Elle est considérée comme la généalogiste royale et a la responsabilité de déterminer la légitimité des membres de la lignée royale. Les fonctions du roi et de la reine mère sont complémentaires. L'Asantehene est le dirigeant public, guidé dans l'ombre par les conseils de l'Asantehemaa. Celle-ci prend en charge plusieurs sujets de la politique intérieure, tels que le bien-être des femmes et des enfants ou encore la gestion des conflits entre communautés et chefferies. De plus, elle tient une session avec des anciens et des linguistes deux fois par semaine au palais de Kumasi afin de régler les conflits d'ordre spirituel ou culturel. Traditionnellement, le rôle de l'Asantehemaa consiste à préserver les coutumes, les rituels et l'identité ashanti.

## Étymologie
En twi, le terme Asantehemaa signifie reine des Asantes. Il reprend la particule caractéristique qui désigne les chefs et rois de la culture Akan hene (roi) et hemaa (reine). On attribue la traduction reine mère à l'anthropologiste Robert Sutherland Rattray, cependant on retrouve déjà cette traduction en 1875. Cependant, elle représente un problème de confusion car, contrairement au statut de reine mère en Europe, la reine mère africaine occupe un siège royal avec une autorité importante à équivalente de celle des rois. De plus, l'Asantehemaa n'a été qu'en de très rares occasions la mère de l'Asantehene, contrairement à ce que la traduction peut le laisser entendre.

## Fonction
L'Asantehemaa occupe une position centrale dans le système politique ashanti puisqu'elle régule la légitimité des successeurs et garantit le respect des coutumes et des traditions dans les actions de l'Asantehene. Le rôle de l'Asantehemaa est donc majeur dans le choix d'un successeur lorsque le Trône royal Ashanti devient vacant. De son côté, il revient à l'Asantehene d'aiguiller les choix lorsque le trône de l'Asantehemaa devient vacant.
Les fonctions sont également culturelles, spirituelles et traditionnelles car l'Asantehemaa doit procéder aux différents rituels, cérémonies événementielles et religieuses. Elles doivent garantir le bon respect des ancêtres et l'exécution des différentes offrandes et sacrifices. Elle représente dans de nombreux cas un intermédiaire entre le monde des vivants et celui des ancêtres royaux. 
Elle régule également les conflits communautaires qui impliquent des femmes et peut intervenir en cas de problèmes domestiques qui opposent un homme et une femme. Elle représente l'autorité suprême pour ces matières. Cependant, cette fonction pouvant se montrer chronophage, une personne faisant appel aux services de la cour pour résoudre un conflit doit payer un montant élevé pour lancer la procédure.
De toutes les Reine mère d'Afrique, l'Asantehemaa possède le plus de pouvoir. Elle possède son propre palais et ses propres quartiers royaux à proximité du Palais Manhyia. Elle occupe le second niveau le plus élevé de la hiérarchie ashantie et a le pouvoir de destituer l'Asantehene. 
Avant le règne d'Osei Kwadwo et le conflit dynastique avec Akyaama, les Asantehemaa régnait depuis Kokofu. La gestion de l'Empire ashanti s'effectue alors entre deux blocs étatiques. Au nord, celui géré par l'Asantehene dirigé depuis Kumasi, Mampong et Juaben. Au sud, celui géré par l'Asantehemaa dirigé depuis Kokofu et Bekwai. Après ce conflit, Osei Kwadwo fait rapatrier le trône de la reine-mère à Kumasi et y centralise toutes les fonctions. 

## Liste des Asantehemaa
La liste dynastique ne respecte pas celle établie par les représentants du clan Oyoko. En effet, la chronologie révisée et l'étude des archives coloniales néerlandaises permet d'identifier que l'Asantehemaa Akyaama, bannie du trône à la suite d'un conflit dynastique, est éludé de la tradition orale, laissant supposer que Konadu Yaadom porte des enfants durant cinquante ans. Les analyses de Thomas McCaskie conclue à une manipulation généalogique visant à légitimer des enfants conçus hors mariage, des enfants adoptifs ainsi que pour écarter et effacer l'existence de personnes bannies du clan.

### Nyaako Kusi Amoa
La tradition orale indique que Nyarko Kusi Amoah est la nièce d'Osei Tutu et qu'il la nomme en tant que reine mère. Elle épouse quatre nobles différents issus de chefferies qui rejoignent la confédération ashanti. Au terme du quatrième mariage, elle donne naissance à Opoku Ware, le second Asantehene,. Elle dirige la maison des Ohemma (femmes dirigeantes), à Kumasi, qui établit la structure et les fonctions de la reine mère selon la tradition prévue par le clan Oyoko. Après fondation de l'Empire ashanti, elle obtient également un Dwa de couleur noir et d'argent. Ce siège provient de la précédente reine mère Oyoko et est intégré à la restructuration hiérarchique effectuée par Osei Tutu et Okumfu Anokye. Elle règne de 1695 ou 1701 à 1722. Elle est tuée lors de l'attaque du roi d'Aowin en 1722.

### Nketia Ntim Abamo
Aussi appelée Nkatia ou Nkaatia Ntim Abaom, elle est l'une des dernières royales (femme du clan Oyoko) qui survit au pillage de Kumasi perpétré en 1722 par Ebrimoro, roi d'Aowin. En effet, lors de son attaque, il capture et tue de nombreux membres de la lignée du clan Oyoko, dont Nyaako Kusi Amoa. Sa fille, Akua Friyie, est captive, mais revient après les représailles d'Opoku Ware. Elle est la fille de Kyirama, sœur d'Osei Tutu. Elle est la mère de Kusi Obodom ce qui en fait un prétendant légitime lorsque survient le conflit de succession après le décès d'Opoku Ware en 1750. La date de décès de Nketia Ntim Abaom est incertaine car elles font l'objet de remodelage généalogique par Konadu Yaadom, afin d'effacer l'existence d'Akyaama du lignage. Thomas McCaskie l'envisage dans les années 1740.

### Akua Afriyie
Fille de Nketia Ntim Abamo, elle épouse Owusu Afriyie, un fils d'Osei Tutu, et accède probablement au trône d'Asantehemaa dans les années 1740. Son fils, Osei Kwadwo, est donc le neveu de Kusi Obodom et également petit-fils d'Osei Tutu. Cependant, la généalogie qui entoure Akua Afriyie est vraisemblablement refaite par Konadu Yaadom afin d'effacer l'existence d'Akyaama et étendre le règne et l'influence de Konadu Yaadom en lui conférant de mauvais lignages. Durant le règne de Kusi Obodom, les rapports néerlandais parlent en 1758 d'Akyaama, comme Asantehemaa, ce qui signifie qu'Akua Afriyie ne siège plus alors. Son fin de règne se situerait donc dans les années 1750.

### Akyaama
Elle règne depuis les années 1750 jusqu'à son bannissement en 1770. Elle est théoriquement Asantehemaa mais son bannissement provoque son effacement dynastique. Son règne est caractérisé par une succession de conflits dynastiques. Son existence rejetée est le témoin des pouvoirs exercés par les Asantehemaa sur les lignages. Son fils, Osei Kwame Panyin est notamment reclassé comme enfant de Konadu Yaadom afin d'écarter puis effacer Akyaama de la lignée Oyoko et de la tradition orale. Sa déchéance a pour conséquence la création d'un nouveau trône d'Asantehemaa, permettant d'en renforcer les fonctions.
- Konadu Yaadom, de 1770 ou 1778 à 1809.
- Adoma Akosua, de 1809 à 1819, bannie à la suite de sa conspiration contre Osei Bonsu.
- Ama Serwaa, de 1819 à 1820 ou 1828.
- Yaa Dufie, de 1820 ou 1828 à 1836.
- Afua Sarpon, de 1836 à 1859, bannie par le roi Kwaku Dua I
- Afua Kobi, de 1859 à 1884.
- Yaa Akyaa, de 1884 à 1896.
- Konadu Yaadom II, de 1917 à 1945.
- Serwa Nyarko II, de 1945 à 1977.
- Afua Kobi Serwa Apem II, de 1977 à ce jour.